# Schäfersee
Der Schäfersee ist ein rund 4,5 Hektar großer, rund sieben Meter tiefer, nahezu kreisrunder See im Berliner Ortsteil Reinickendorf, in der Nähe der Residenzstraße und des U-Bahnhof Franz-Neumann Platz. Die Grünanlage am Schäfersee ist ein gelistetes Gartendenkmal. Das Gewässer wird durch den Schwarzen Graben an der Westseite entwässert.

## Namensgebung, Geschichte, Beschreibung
Der See ist ein Überbleibsel der letzten Eiszeit. Er entstand aus einem von Geschiebematerial eingeschlossenen Toteisblock. Nach dem Schmelzen des Eises bildete sich eine Vertiefung, die sich mit Wasser füllte.
Der See ist nach einer früheren, im 18. Jahrhundert am Seeufer angesiedelten Schäferei benannt. Die Schäferei wurde 1738 vom Berliner Magistrat am Ostufer angelegt. Grund für die Lage an einem Gewässer war, dass die Schafe, bevor sie geschoren wurden, gewaschen werden mussten. 1786 ist sie erstmals auf einer Karte eingezeichnet. Das Waschen der Schafe am See führte zu häufigem Streit mit den dort ansässigen Fischern, da der See zunehmend verlandete. Aufgrund dessen bestand die Schäferei nicht sehr lange. Letztmals ist sie auf dem Neuesten Situations-Plan von Berlin 1866 verzeichnet.
Um 1910 befand sich am Südufer des Sees das Seebad Reinickendorf.
Der Park um den See wurde 1928 fertiggestellt, er ist heute eine geschützte Grünanlage und ein Gartendenkmal. Das Schilfrohr im Westteil wurde durch einen Wassergraben geschützt, es soll als Rückzugs- und Brutplatz für die Wasservögel dienen.
Ein Café und ein Minigolfplatz bieten Erholungs- und Freizeitmöglichkeiten für die Reinickendorfer Bevölkerung. Für Kinder gibt es einen großen Spielplatz. Der Bootsverleih ist geschlossen.
Im Westen schließen sich ein Sportplatz und eine Kleingartenanlage an; der Rundweg um den See ist dort mit Exemplaren von Bäumen des Jahres gesäumt.
Im Norden befinden sich die 1962 eingeweihte und inzwischen denkmalgeschützte Stadtbibliothek, ein Freizeit- und ein Seniorenheim. Unmittelbar östlich des Sees befindet sich der U-Bahnhof Franz-Neumann-Platz der Linie U8.
Dem See wird jährlich dreimal soviel Wasser, wie er selbst besitzt, durch Abwasser zugeführt. Dieses kommt ungeklärt aus den umliegenden Hauptverkehrsstraßen und enthält daher viele Schadstoffe. Diese setzen sich seit Jahrzehnten ebenso wie Schwermetalle und Schwebstoffe auf dem Seeboden ab. Der See gilt daher ab einer Tiefe von 2 1⁄2 Metern als biologisch tot.
Nach einer Entschlammung 2014 wurden Stützungsmaßnahmen zur Stabilisierung des Sauerstoffhaushaltes im Auftrag der Senatsverwaltung für Mobilität, Verkehr, Klimaschutz und Umwelt  durchgeführt. Die Wirkungsweise der auf den Schäfersee zugeschnittenen Stützungstechnologie ist Gegenstand weitergehender Forschung mit der Technischen Universität Berlin. Sie verhindert die Bildung des toxischen Schwefelwasserstoffs, versorgt über eine Nitratdosierung organische Substanz abbauende Bakterien zusätzlich mit Sauerstoff, so dass freier Sauerstoff für andere Wasserorganismen zur Verfügung steht.

## Karten zu der Schäferei am Schäfersee

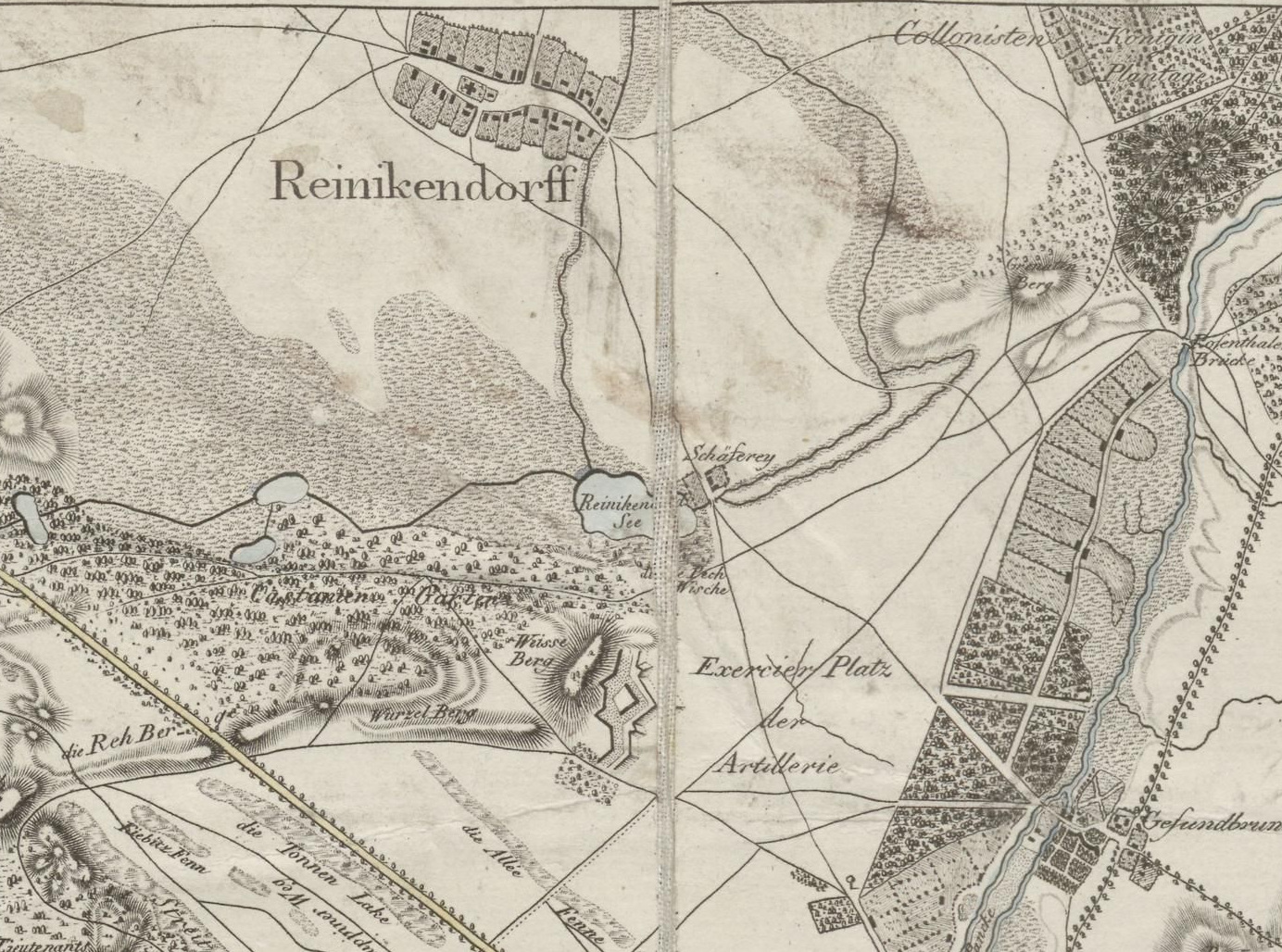
Erstmalige Verkartung der Schäferei, 1802
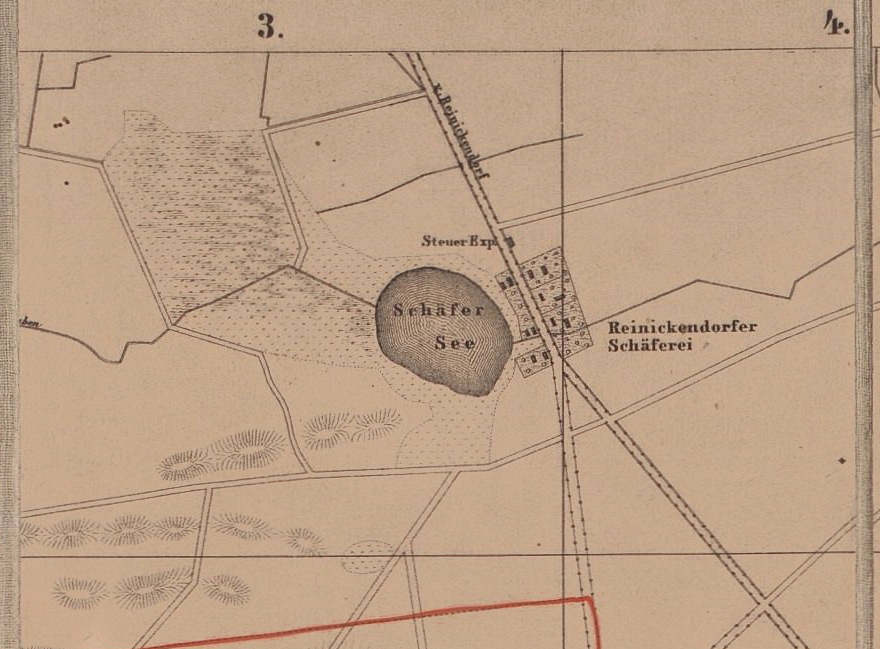
Letztmalige Verkartung der Schäferei, 1866

## Park am Schäfersee
Der Park am Schäfersee wurde im Zeitraum von 1922 bis 1928 durch den Gartenarchitekten Karl Löwenhagen angelegt. Bereits im Jahr 1921 begann die Konzeptionierung des Projektes, allerdings befand sich zu diesem Zeitpunkt nur ein kleiner Teil im Besitz des Bezirks Reinickendorf. Letztlich wurde ein Großteil des Geländes in den Jahren 1922–1924 erworben und auch gestaltet. Nach den Plänen des Gartenarchitekten entstand hier eine Erholungsanlage um den Schäfersee, die gleichzeitig Teil des Grünzuges Wedding–Reinickendorf sein sollte.
Der Schäfersee ist zusammen mit seinem denkmalgeschützten Park im Rahmen des Förderprogramms Aktive Zentren in das Projekt Zukunft Residenzstraße einbezogen.
Das Projekt strebt u. a. eine vollständige Umgestaltung des gesamten Seebereiches an. Hierzu fand im Jahr 2018 ein nichtoffener landschaftsplanerischer Wettbewerb statt. Die Ergebnisse wurde im Rathaus am Eichborndamm 215 bis zum 18. März 2019 gezeigt. Eine neunköpfige Fachjury hat aus den eingereichten 17 Beiträgen den Entwurf des Planungsbüros Levin Monsigny Landschaftsarchitekten als Sieger gewählt. Der Siegerentwurf sieht vor, dass der umlaufende Uferweg neu gestaltet wird und die verschiedenen Funktionen als Fuß-, Rad- und Erholungsweg besser erlebbar macht. Gleichzeitig werden die Zugangsbereiche an der Residenzstraße und an der Stargardtstraße großzügiger ausgebaut und damit der See selbst wieder freier zugängig sein. Natur- und Biotopschutz finden dabei Beachtung. Für die Arbeiten stehen rund 1,2 Millionen Euro zur Verfügung und sollen in mehreren Bauabschnitten bis zum Jahr 2020 abgeschlossen werden.

## Sonstiges
- Nach Erzählungen soll Anfang der 1950er Jahre ein Pferdewagen im Winter in den See gefallen sein, als der Fuhrmann Schneemassen in den See abladen wollte. Dabei ertranken Mann und Ross. So soll sich die Kutsche noch heute auf dem Seegrund befinden.[4]
- In der Nähe des Sees soll sich einst der Rittersitz Neuenhagen befunden haben, nach dem der von der Residenzstraße abgehende Ritterlandweg benannt ist.[4]
- Anfang 1856 wurden durch den Unternehmer Eduard Mudrack die Mudrack Eiswerke erbaut. Sie waren nach einem amerikanischen Vorbild inspiriert. Die Natureisschuppen am Schäfersee waren vermutlich die ersten in Deutschland.[4]
- 1945 befand sich hier eine provisorische sowjetische Grabstätte. Nachdem die Verwesungsgerüche entströmten, wurde die Grabstätte verlegt.[4]